# Esquadrão N.º 486 da RAAF
O Esquadrão N.º 486 foi uma unidade de manutenção da Real Força Aérea Australiana (RAAF). Foi formado em Agosto de 1946 como parte da Asa N.º 86, que operava aviões Douglas C-47 a partir da Estação de Schofields, em Nova Gales do Sul. O esquadrão foi transferido para a Estação de Richmond em Junho de 1949. Anos mais tarde, foi novamente transferido, desta vez para a Base aérea de Canberra, em 1954, antes de regressar a Richmond em Agosto de 1958 para realizar operações de manutenção nos recém-adquiridos C-130 da Asa N.º 86. Entre Agosto de 1964 e Março de 1966 o esquadrão esteve inactivo. Durante os anos 80 e 90, foi responsável pela realização de manutenção nos Boeing 707 de transporte e reabastecimento, além de continuar a realizar manutenção nos C-130. Em Outubro de 1998, o esquadrão foi dissolvido em Richmond, e as suas funções foram entregues aos diversos esquadrões da Asa N.º 86.

## História
O Esquadrão N.º 486 foi estabelecido na Estação de Schofields, em Nova Gales do Sul, no dia 26 de Agosto de 1946. Comandado pelo Wing Commander Alexander Abicair, a sua força inicial consistia em 257 efectivos, incluindo dez oficiais. A unidade fazia parte da Asa N.º 86, que também controlava o Esquadrão N.º 36, o Esquadrão N.º 37, o Esquadrão N.º 38 e o Esquadrão N.º 386. O Esquadrão N.º 37 foi dissolvido em Feverreiro de 1948 e o Esquadrão N.º 386 em Março de 1949. No dia 22 de Junho de 1949, a Asa N.º 86, composta pelos esquadrões 36, 38 e 486 foi transferida para a Estação de Richmond. A função do Esquadrão N.º 486 incluía a realização de manutenção aeronáutica e a substituição de motores, além de instalar tanques externos de combustível para voos de longo alcance. Além de prestar serviço aos C-47 Dakota, ocasionalmente realizava manutenção em aviões CAC Wirraway.

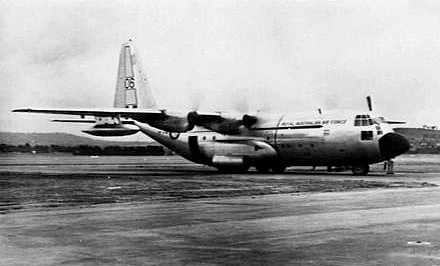
Um C-130A Hercules na Base aérea de Richmond

No dia 20 de Abril de 1954, a Asa N.º 86 foi transferida para a Base aérea de Canberra para ajudar a satisfazer as necessidades de transporte VIP do governo. Aqui, o Esquadrão N.º 486 realizava manutenção a dois aviões Convair Metropolitan, além de continuar a trabalhar com os Dakota. O esquadrão regressou a Richmond no dia 29 de Agosto de 1958, em antecipação à entrada de serviço na RAAF dos Lockheed C-130A Hercules. A história oficial da força aérea no pós-guerra descreve o C-130 como "provavelmente o maior passo dado em termos de capacidade de transporte aéreo" que a RAAF alguma vez tenha recebido, considerando esta nova aeronave como sendo quatro vezes mais eficaz que os Dakota, tendo em conta factores como a capacidade de carga, o alcance e a velocidade. O C-130 foi também o primeiro avião com motores turboprop que a RAAF operou. A chegada desta avião de transporte fez com que, durante algum tempo, o Esquadrão N.º 486 estivesse a realizar manutenção em três aeronaves diferentes: o C-130 Hercules, o C-47 Dakota e os Metropolitan. Manutenção pesada e actualizações do C-130 eram funções realizadas pelo Depósito de Aeronaves N.º 2, também colocado em Richmond. A falta de disponibilidade de peças suplentes para o C-130A, por parte dos Estados Unidos, causou problemas para o Esquadrão N.º 486, fazendo com que uma das aeronaves ficasse retida em solo durante quase um ano.
A Asa N.º 86 foi dissolvida depois da entrada em serviço dos primeiros aviões tácticos de transporte de Havilland Canada DHC-4 Caribou, em Abril de 1964. Devido ao facto de que os Caribou eram direccionados para prestarem apoio aéreo ao Exército Australiano, um quartel-general conjunto de aviões C-130 e DHC-4 foi considerado inapropriado. No dia 3 de Agosto de 1964, o Esquadrão N.º 486 foi também dissolvido e o seu efectivo, juntamente com os seus equipamentos e conhecimentos, foram divididos entre os esquadrões 36 e 38. O Esquadrão N.º 37 foi restabelecido em Fevereiro de 1966, em Richmond, começando a operar aviões C-130E Hercules. Consequentemente, no dia 28 de Março, o Esquadrão N.º 486 voltou a ser formado sob o auspício da Base aérea de Richmond, para prestar serviço aos modelos dos C-130. No dia 26 de Junho de 1968, quatro técnicos do Esquadrão N.º 486 faleceram devido a um acidente rodoviário. Em Setembro de 1973, o programa de manutenção da unidade foi re-organizado. O esquadrão desempenhou um importante papel no apoio de acções humanitárias depois do Ciclone Tracy, que atingiu Darwin, no Território do Norte, no dia de natal de 1974. O Esquadrão N.º 486 tinha treze aviões Hercules disponíveis na noite de 25 de Dezembro, e mais seis no dia de ano-novo. Estas dezanove aeronaves voaram mais de 1250 horas, carregando mais de sete mil passageiros e mais de 450 mil quilos de mercadorias. Em 1978, os C-130A do Esquadrão N.º 36 foram substituídos por um modelo mais moderno, o C-130H, tendo realizado mais de 147 mil horas de voo sem qualquer tipo de acidente.

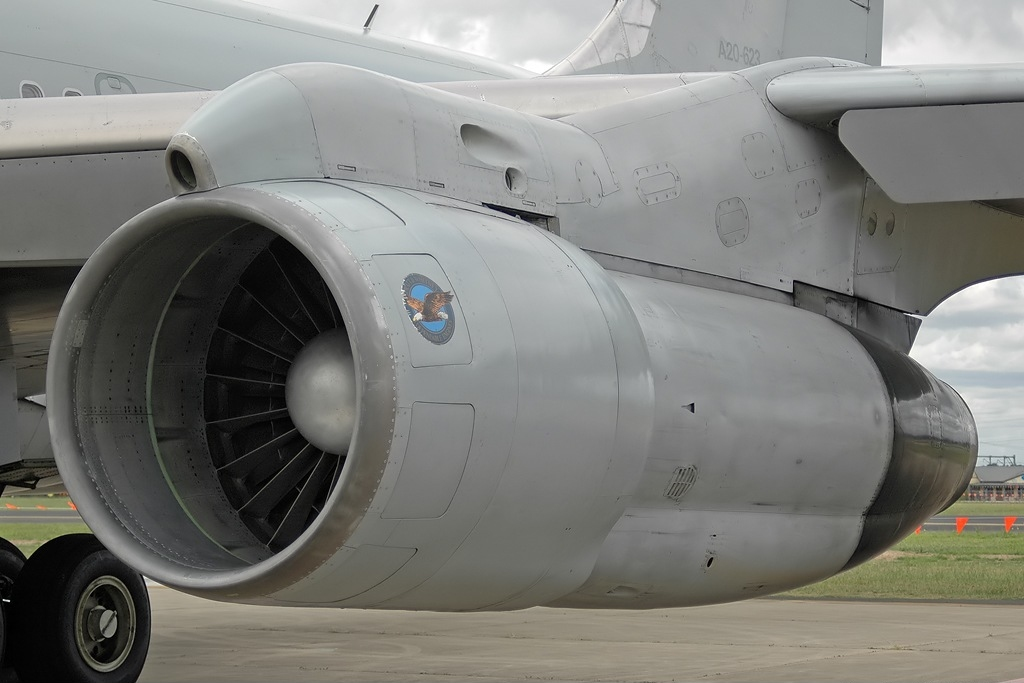
Motor a jacto de um Boeing 707 da RAAF

O Esquadrão N.º 486 celebrou o seu 40º aniversário no dia 26 de Agosto de 1986. No dia 2 de Fevereiro de 1987, a Asa N.º 86 foi re-estabelecida em Richmond, sob o recém-criado Grupo de Mobilidade Aérea. Além do Esquadrão N.º 486, a asa também controlava o Esquadrão N.º 33, o Esquadrão N.º 36, o Esquadrão N.º 37 e uma unidade de treino e desenvolvimento de movimentos aéreos. O Esquadrão N.º 486 era responsável pela manutenção operacional e de nível intermédio dos 707 e dos C-130. Além da manutenção, geria também simuladores de voo e todo o equipamento de terra inerente à manutenção. Os C-130E operados pelo Esquadrão N.º 37 alcançaram 200 mil horas de voo sem qualquer acidente em 1988. Dois anos depois, o Esquadrão N.º 36 alcançou as 100 mil horas de voo sem acidentes com o C-130H. No começo dos anos 80, algumas operações de manutenção nos C-130 começaram a ser atribuídas a empresas privadas, e em 1990 a Air New Zealand ganhou um contrato de manutenção de quatro anos. Depois da conversão ara reabastecedor de quatro das seis aeronaves do Esquadrão N.º 33, entre 1988 e 1992, o Esquadrão N.º 486 tomou a responsabilidade de prestar serviço a esta nova versão do 707.
Em 1989 o governo australiano empregou os C-130 e os 707 para realizarem voos de transporte de passageiros e mercadorias durante uma greve de pilotos que paralisou as ligações aéreas do país; o resultado deste esforço extra imposto nas aeronaves fez com que o Esquadrão N.º 486 tivesse que mandar destacamentos para vários locais do país para realizarem manutenção onde os aviões da RAAF precisassem. Em Maio de 1993, o pessoal do esquadrão acompanhou os C-130 e os 707 até à Somália, depois de a Austrália decidir participar nas operações humanitárias das Nações Unidas naquele país. A meio dos anos 90, a força de efectivos do esquadrão era de 400 militares. Um dos desafios do esquadrão era a disponibilidade no mercado de peças suplentes para os envelhecidos motores do 707, o Pratt & Whitney JT3D. Nesta altura, a Qantas já realizava manutenção pesada nos 707 na sua base de jactos em Mascot. Outros tipos de manutenção das aeronaves da Asa N.º 86 era realizada pela Asa N.º 503, que havia sido formada a partir do Depósito de Aeronaves N.º 2 em Julho de 1992. Em Outubro de 1998, o Esquadrão N.º 486 foi dissolvido, depois de transferir as suas funções e equipamentos serem distribuídos pelos esquadrões de voo da Asa N.º 86.